# Вера, Матиас
Матиас Габриэль Вера (исп. Matías Gabriel Vera; род. 26 октября 1995, Мерло, Аргентина) — аргентинский футболист, полузащитник парагвайского клуба «Олимпия».

## Клубная карьера
Вера — воспитанник клуба «Нуэва Чикаго». 6 апреля 2015 года в матче против «Банфилда» он дебютировал в аргентинской Примере. По окончании сезона клубы вылетел из элиты, но Вера остался в команде. 26 марта 2016 года поединке против «Олл Бойз» Матиас забил свой первый гол за «Нуэва Чикаго».
В январе 2018 года Вера перешёл в «Сан-Лоренсо» и сразу же был отдан в аренду в чилийский «О’Хиггинс». 4 февраля в матче против «Универсидад Консепсьон» он дебютировал в чилийской Премьере. 26 августа в поединке против «Унион Эспаньола» Матиас забил свой первый гол за «О’Хиггинс».
21 декабря 2018 года Вера перешёл в клуб MLS «Хьюстон Динамо». Стоимость трансфера составила около 1 млн долларов. За американский клуб он дебютировал 19 февраля 2019 года в первом матче 1/8 финала Лиги чемпионов КОНКАКАФ 2019 против гватемальской «Гуастатои». В MLS он дебютировал 2 марта в матче стартового тура сезона 2019 против «Реал Солт-Лейк». 11 июня в матче 1/16 финала Открытого кубка США 2019 против «Остин Боулд» он забил свой первый гол за «Хьюстон Динамо». 29 мая 2021 года в матче против «Спортинга Канзас-Сити» он забил свой первый гол в MLS. 29 ноября Вера продлил контракт с «Хьюстон Динамо» до конца сезона 2023 с опцией на сезон 2024.
9 января 2023 года Вера вернулся играть на родину, отправившись в аренду в «Архентинос Хуниорс» до конца года.
«Хьюстон Динамо» отклонил опцию продления контракта с Верой по окончании сезона 2023.
9 февраля 2024 года Вера подписал контракт с парагвайской «Олимпией».